# 迭瑪哈霍伊
迭馬哈霍伊（泰雅語：Temahahoi），是台灣泰雅族傳說中的女人社。

## 簡述
迭瑪哈霍伊位於深山之中，其中只有女性，居民甚至根本不知道「男性」的存在，她們要生小孩時，都是站在山頂上讓風吹進陰道，就可以懷上女嬰（另有說法認為是將生下來的男嬰殺掉，只留女嬰），另外她們也會飼養蜜蜂作為部落的防衛。

## 傳說
據說之前有幾個泰雅族人（數量不一定，兩個到十個不等）因為打獵途中獵犬走失了，為了尋找獵犬而誤闖迭瑪哈霍伊部落，部落裡的女人們對於男性的存在相當驚訝，便請他們留下來和自己交合，等到男性筋疲力竭的時候，部落的女頭目想要交合，但因為男性已經無力了而生氣的將他殺掉，後來消息傳回泰雅族部落後，族人打算進攻部落報復，但受到女人以蜂群或其他毒蟲對抗而失敗而回。
其他版本
泰雅族的女人社傳說有很多種版本，劇情發展也有些微不同，如有些版本中，男性抵達女人社後就被抓住並被強迫交合；族人攻打女人社後，也有成功復仇並消滅女人社、或失敗後全部被擄還被切斷陰莖並且塞進女人陰道中的結局，另外也有版本中藉由那些強調那些女性只吸食物的蒸氣維生、或是被放火燒社後只留蛇的屍體，表示那些女人是由蟲或毒蛇等妖怪變成的。

## 相關傳說
泰雅族的女人社傳說跟其他泛泰雅群原住民（賽德克族、太魯閣族）有一定程度的關聯性（如布巫瑪），同時也影響如布農族等鄰族的女人社傳說（如希希邦）。另外，也有部分泰雅族的起源神話中認為祖先是母親因風吹進陰道內而生下男孩後，等男孩長大了再跟其結婚生子，跟女人社的傳說有點類似。